# Gérold Ier de Vintzgau
Pour les articles homonymes, voir Gérold.
 (janvier 2010).
Si vous disposez d'ouvrages ou d'articles de référence ou si vous connaissez des sites web de qualité traitant du thème abordé ici, merci de compléter l'article en donnant les références utiles à sa vérifiabilité et en les liant à la section « Notes et références ».
Gérold Ier de Vintzgau, mort à la fin du VIIIe siècle, est un aristocrate germanique, comte en Anglachgau et Kraichgau, mais surtout père d'Hildegarde de Vintzgau, la troisième épouse de Charlemagne et la mère de Louis le Pieux.

## Biographie
On sait dans l'ensemble peu de choses de Gérold. Il semble cependant se rattacher à la famille des Agilolfing, la première dynastie régnant en Bavière. Mais son ascendance exacte n'est pas assurée.
Selon Pierre Riché, il est le fils d'un Agilulf, peut-être fils de Théodon, fils d'un autre Agilulf. Selon d'autres sources[réf. nécessaire], il serait le fils d'Hado de Vintzgau et de Gerniu de Souabe, cet Hado se rattachant cependant à la lignée d'Agilulf.
À la vue de ses possessions situées dans la moyenne vallée du Rhin, il pourrait aussi être un membre de l'aristocratie franque installé en Alémanie après la répression du soulèvement de la noblesse de ce pays[réf. nécessaire]. 
Il épouse une fille du duc d'Alémanie Nebe, appelée Emma ou Imma. De ce mariage naît, en 758, Hildegarde, qui, en 771, se marie avec Charlemagne, malgré son jeune âge, après la répudiation de sa deuxième femme, Désirée. Il a aussi un fils appelé Gérold, avec lequel il est parfois confondu.
En 784, lui et son épouse font d´importantes donations à la toute récente abbaye de Lorsch. Il s'agit de domaines situés aux alentours de Worms et d´Heidelberg. 
Il est aussi mentionné comme comte en Baar en 779 et en 783.
En ce qui concerne sa mort, sont proposées les dates soit de 784/786 soit de 795. 

## Union et descendance
De son mariage avec Emma naissent :
- Hildegarde (758 - † 783), épouse de Charlemagne ;
- Odalric ou Udalrich († vers 824), comte en Alpgau et Breisgau en 780/781, en Hegau en 787/791 en Thurgau en 787 et en Alsace en 817[5] ;
- Gérold († le 1er septembre 799), préfet de Bavière en 796.

Filiation incertaine :
- Adrien (Adrianus) († après le 10 novembre 821), comte d’Orléans, comte palatin, époux de Waldrade, grand-père d'Ermentrude, femme de Charles le Chauve[6] ;
- Éric, duc de Frioul († 799).